# 竹村志麻
竹村 志麻（たけむらしま、1971年1月9日 - ）は、テレビ高知のアナウンサー。以前は南日本放送に在籍した。

## 人物・経歴
- 高知県高知市出身。お茶の水女子大学を卒業後、1995年に南日本放送へアナウンサーとして入社。主に報道畑を歩み、夕方ニュース『MBCニューズナウ』のキャスターを務めた。その後、2004年秋にMBCを退社し、実母の介護目的で高知へ戻った[1]。
- その後、同じJNN系列の地元局・テレビ高知へ移籍。2007年からは再び夕方ニュースのキャスターを務めている。
- 社会福祉士の資格を持つ[2]。

## 担当番組
南日本放送
- MBCニューズナウ(1990年代後半 - 2004年9月)

テレビ高知
- イブニングKOCHI(2007年 - 2017年)
- KUTVニュース（不定期出演）